# Cylindraspis triserrata
La testuggine gigante di Mauritius a cupola (Cylindraspis triserrata) era una specie di testuggine della famiglia dei Testudinidi. Era endemica di Mauritius. Gli ultimi avvistamenti risalgono agli inizi del XIX secolo.

## Biologia
Insieme a C. inepta, C. triserrata era una delle due specie di testuggini giganti di Mauritius. Dato che non poteva estendere troppo il collo, mangiava probabilmente le erbe più basse, a differenza della sua simile.

## Caccia
Le testuggini giganti di Mauritius vennero citate per la prima volta nel 1630 dall'inglese Thomas Herbert, il quale raccontò di «testuggini di terra così grandi che erano in grado di muoversi anche con due uomini sopra, e che erano utilizzate più per sport che per necessità o lauti banchetti» e diede prova di grande consapevolezza dell'importanza che avrebbero potuto avere quando scrisse: «L'isola non ha abitanti umani. Queste creature che la possiedono, l'hanno solo a patto di pagare un tributo (senza eccezioni) a quelle navi che la fame o le pessime condizioni atmosferiche obbligano ad ancorare là». Herbert rifletteva la sfiducia dei britannici per i piatti esotici e, contrariamente all'apprezzamento dei francesi, considerava la carne di testuggine «un cibo odioso» e «adatto più per i maiali che per gli uomini». I coloni francesi non furono dello stesso parere e cinquant'anni dopo presero ad abbattere centinaia e centinaia di testuggini per poi metterle sotto sale (la loro capacità di sopravvivere a bordo non era stata ancora apprezzata). Con quattro o cinque animali si riuscivano ad ottenere anche 45 kg di grasso. Nel 1673 Herbert Hugo, un ufficiale francese, dovette recarsi in alcune isole assai lontane dalla costa per poter trovare qualche testuggine e il suo resoconto del viaggio raccontò anche del massacro perpetrato dai suini ai danni delle giovani testuggini e delle loro uova deposte sotto la sabbia. Nel 1760 i giganti di Mauritius se ne erano già andati: infatti, i branchi che vivono attualmente sull'isola sono i discendenti delle testuggini prese da Aldabra e portate lì.